# Refuge Arnaldo Bogani
Le refuge Arnaldo Bogani est un refuge de montagne situé à Esino Lario en Italie à 1 816 m d'altitude.